# S/S Ångermanland
S/S Ångermanland var ett passagerarfartyg avsett för inhemsk sjötrafik på linjen mellan Stockholm och Härnösand. Hon är döpt efter det svenska landskapet Ångermanland i landsdelen Norrland.
Mellan 1881 och 1884 trafikerade hon sin tilltänkta linje för att 1885 utöka till hamnarna Örnsköldsvik - Härnösand - Stockholm. Bevarade turlistor visar även att hon lade till vid Köpmanholmen under sin färd mellan Härnösand och Örnsköldsvik. 
1911 såldes hon till Stockholms Rederi Svea med säte i Stockholm. Köpesumman för Ångermanland och hennes systerfartyg Hernösand II uppgick till 112 500 kr vilket betalades med 450 aktier i Sveabolaget.

## Första olyckan

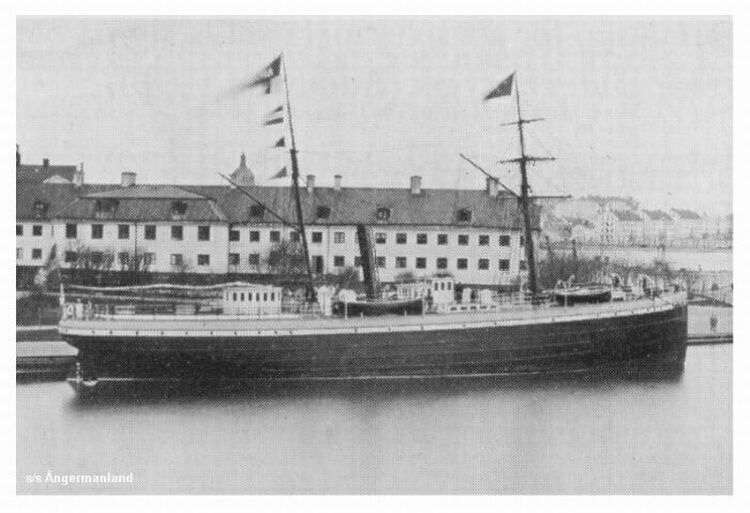
Ångfartyget Ångermanland förtöjd vid hamn.

Den 6 juni 1912 kolliderade ångfartyget med en bogserbåt vid namn Styrbjörn (byggd 1874), vilken förliste och sju av bogserbåtens 10 man starka besättning omkom. Ångermanland hade större fart än Styrbjörn och vann mer och mer på henne. Just som de var ungefär jämsides – någonstans utanför Utvik – gjorde Styrbjörn en gir med syfte att korsa Ångermanlands kurs. Den hann inte, trots att Ångermanlands t.f. befälhavare lade om rodret och slog back. Ångermanland rammade Styrbjörn vid aktermasten varpå bogserbåten välte och sjönk. Tre minuter efter kollisionen syntes inte ett spår av den. Det blev den första av tre olyckor som kom att kräva människoliv under Ångermanlands tjänsteår. Besättningen kastade ett flertal flytbara föremål som brädlappar, livbojar och annat löst gods ner i vattnet som akut hjälp till Styrbjörns besättning. Inom kort skulle en jolle från det närliggande segelfartyget Anna komma till de överlevandes undsättning.
Ångermanlands kapten hette J. Abrahamsen, men han var ej på vakt då han vid tillfället överlämnat befälet åt den ombordvarande lotsen, lotsstyrman E. Pettersson.

## Internationella linjen

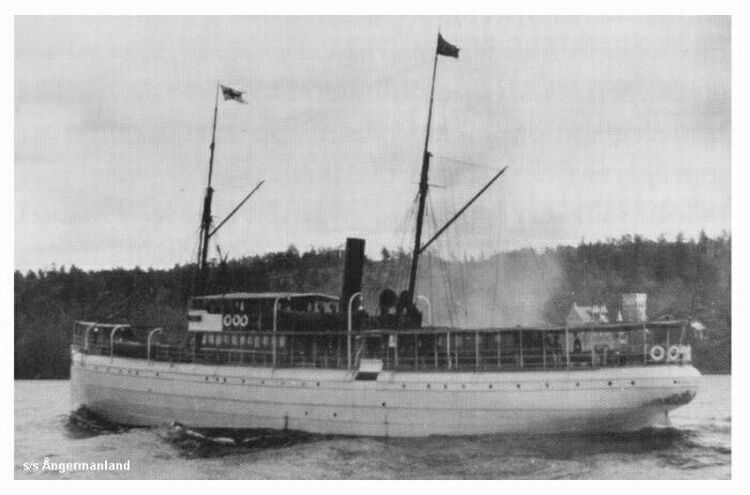
S/S Ångermanland till sjöss.

Med start 1913 seglade Ångermanland linjen Stockholm - Kalmar - Lübeck, Tyskland. Passagerare åtnjöt direkttrafik mellan Sverige och Tyskland. 
Redan 1915 ändrades linjen till Stockholm - Gävle - Rauma - Mäntylouto (alternativ stavning Mäntyluoto, sv. Björneborg), där de två sistnämnda är hamnstäder i Finland.
Mellan 1916 och 1917 trafikerade Ångermanland linjen Stockholm - Gävle - Vasa (Finland) och 1918 införlivades första linjen till Ryska imperiet med hamnarna Stockholm - Petrograd (nuvarande Sankt Petersburg). Det ryska imperiet genomgick ett inbördeskrig där just Petrograd var den första stad som sovjetstyrkor tog över.
Kring slutet av första världskriget kontrakterades S/S Ångermanland av franska staten med syfte att transportera franska trupper från Tyskland hem till Frankrike.
Åren 1919–1921 trafikerade hon linjen Stockholm - Kalmar - Lübeck (Tyskland) med ett avbrott 1922 för att återigen perioden 1923–1924 fortsätta samma linje och efter ytterligare ett avbrott 1925 återuppta linjen 1926. Mellan 1927 och 1928 ändrades rutten till Stockholm - Luleå för att slutligen hamna på en stabil linje mellan Stockholm och norrländska hamnar åren 1929–1938.

## Andra olyckan - kollision med ubåt
Under tidig morgon den 23 maj 1916 seglade S/S Ångermanland genom Ålands hav inte långt ifrån en ubåts position under vattenytan. Sikten var dålig denna morgon och kaptenen ombord på ångaren uppgav sig ha sett ett cirka en meter högt periskop framför sig på ett avstånd av ungefär 150 meter.
Ubåten skall först ha gått en parallell kurs men sedan svängt in mot den svenska ångaren. Kaptenen tänkte att fartyget skulle granskas och bromsade maskinen. Periskopet fortsatte mot ångaren, sedan försvann det strax innan undervattensfarkosten, klockan 04.00, kolliderade kraftigt med fartygets akter under vattenytan. Ubåten eller dess periskop kom aldrig upp till ytan igen.

Första världskriget pågick och det var osäkert vilken nationalitet ubåten, som antas ha förlist av kollisionen, tillhörde. 
Den ryska ubåten "Som" (sv. "Malen", kyrill. "СОМЪ") patrullerade den dagen Ålands hav sträckan mellan Arholma och Svartklubbens fyr.

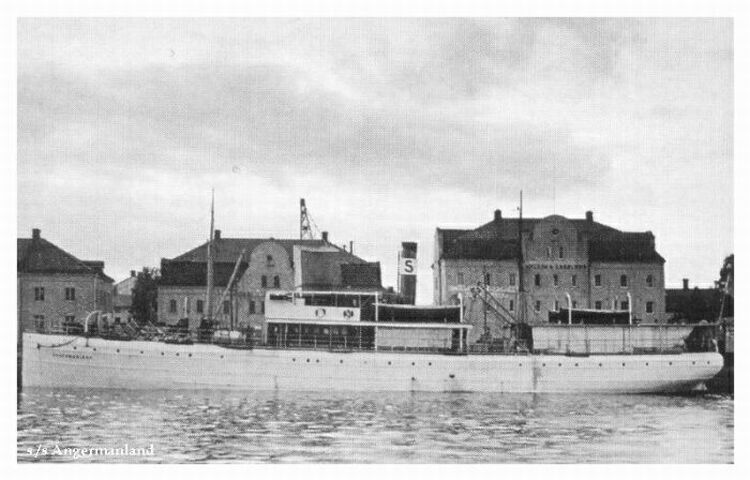
S/S Ångermanland förtöjd vid hamn. Skorstenen visar att den drivs av Stockholms Rederi AB Svea, Stockholm

## Tredje olyckan
Den 15 november 1934 kolliderade ångfartyget med en bogserbåt vid namn "Gefion I" (byggd 1893) vid Lilla Värtan. Bogserbåten förliste omedelbart och två av hennes besättningsmän omkom. Anledningen till att denna bogserbåt rammades anses vara slarv med säkerhetsbestämmelser då bogseraren hade en pråm på vardera sidan om sig vilket medförde att dess sidolanternor inte var synliga för annan sjötrafik. Enligt uppgift förde hogseraren inte heller reglementsenliga topplanternor.

## Försäljning till utlandet

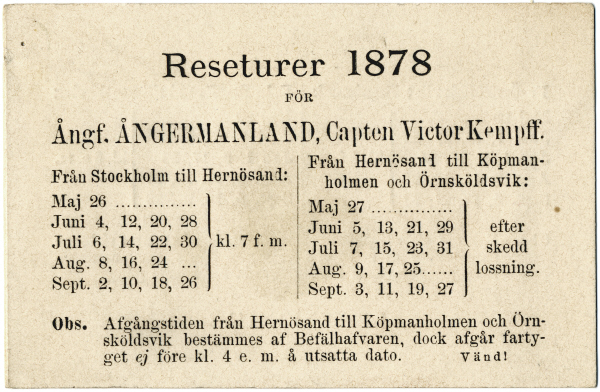
Turlista för ångfartyget Ångermanland, 1878.

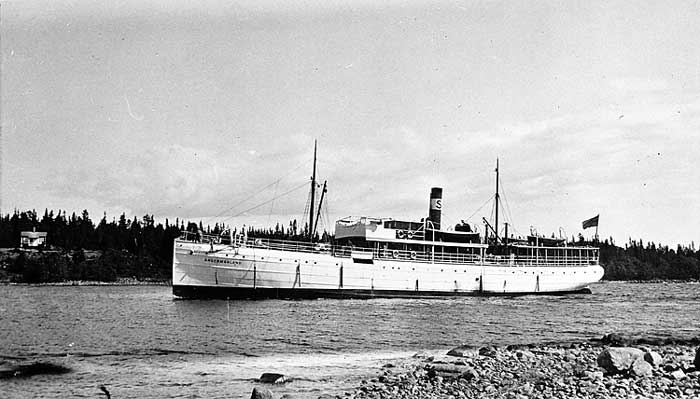
S/S Ångermanland på ingående i Kallviken, Lövånger (Västerbotten).

Under krigsåret 1939 lades fartyget upp en tid innan hon den 19 september samma år såldes för 30 000 kr till företaget Eisen und Metall Aktiengesellschaft i Essen i Tyskland som skrot. Dock höggs hon aldrig upp utan konverterades istället till pråm i Wesermünde.

## Öde
I sin nya form som pråm sänktes hon 18 september 1944 av brittiska bombplan i den tyska staden som då hette Wesermünde (efter 1947 kallad Bremerhaven).